# 페이퍼 타월

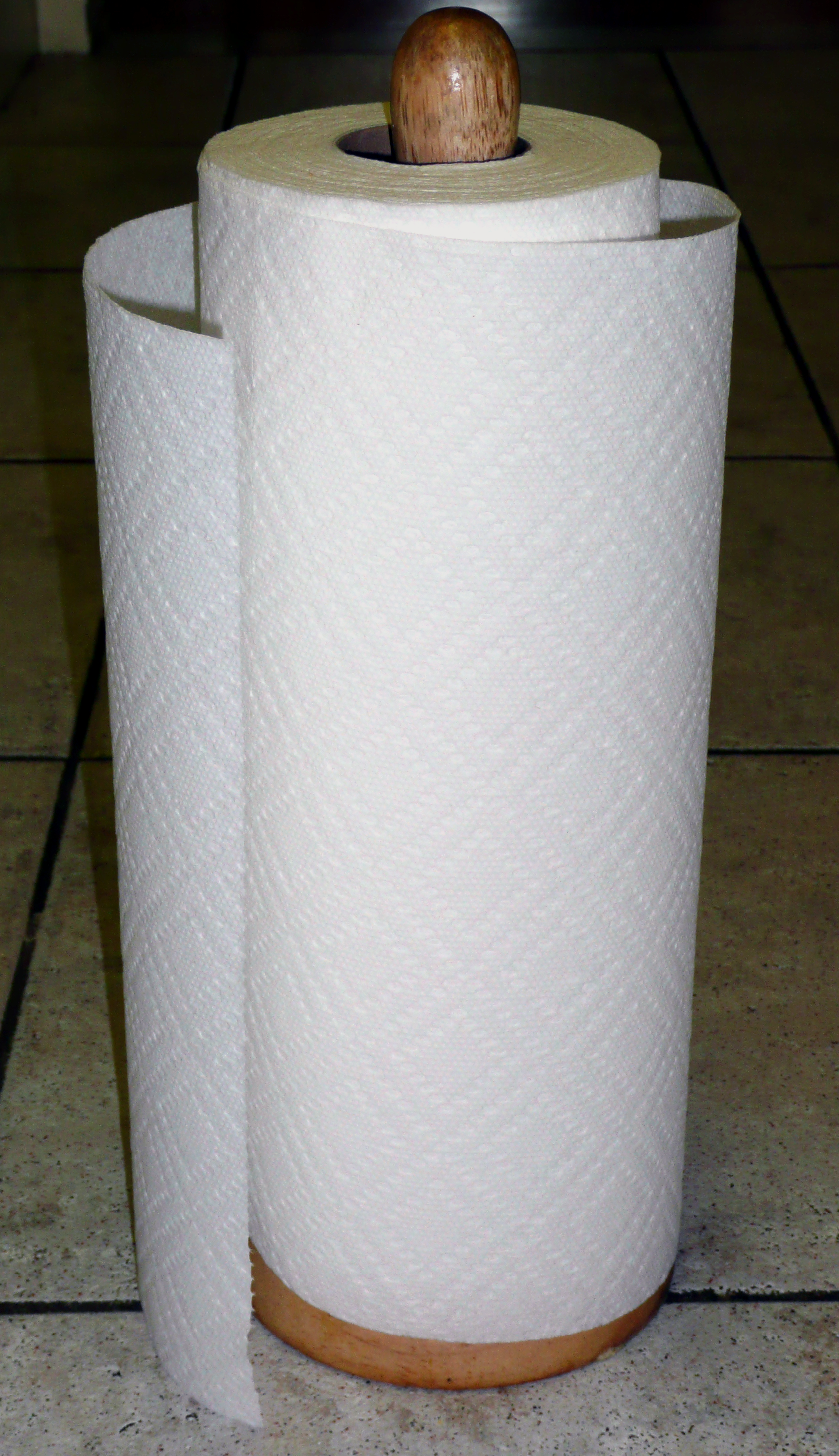
페이퍼 타월

페이퍼 타월(paper towel) 또는 키친 타월(kitchen towel), 종이 행주는 직물이 아닌 흡수력 좋은 종이로 만든 수건이다. 페이퍼 타월은 지속적으로 사용할 수 있는 수건과는 달리 1회 쓰고 버린다. 페이퍼 타월을 이루는 종이는 일반 종이에 비해 성기게 짜여 있어 흡수력이 좋은 편이다. 페이퍼 타월은 낱장 형태로 혹은 접혀 있어서 일정량 꺼내 뜯어 쓸 수 있거나, 두루마리 형태로 말려 있기도 하다.

## 용도
페이퍼 타월은 주방 도구를 닦거나 화장실 등에 비치하여 용변 후 손을 닦기, 청소 및 오물 제거,기름제거, 요리에 이용하는 등 일상 생활 및 공공 장소에서 폭넓게 쓰인다.

## 같이 보기
- 휴지